# Chandos Anthems
Chandos Anthems, HWV 246–256, è il nome comune di una raccolta di undici (o dodici) anthems, composizioni corali sacre scritte da Georg Friedrich Händel, con la paternità del numero 12 in discussione. I testi sono salmi e versi di salmi combinati in inglese. Händel scrisse gli inni come compositore residente a Cannons, la corte di James Brydges, che divenne il primo duca di Chandos nel 1719. La sua cappella non era ancora terminata e quindi si tennero i servizi a St Lawrence a Whitchurch. La partitura è intima, in linea con le possibilità del luogo. Alcuni degli inni si basano su opere precedenti e alcuni sono stati successivamente modificati per altri scopi.
Dieci degli inni furono pubblicati nel 1748. Con un Jubilate principale, un inno di chiusura aggiuntivo con partiture diverse e in ordine diverso, furono pubblicati nell'edizione di Samuel Arnold delle opere di Händel. Nell'Hallische Händel-Ausgabe, gli inni dall'1 all'11 sono intitolati Anthems for Cannons. Carus-Verlag ha pubblicato un'edizione nel 2009, chiamandoli Cannons Anthems.

## Storia
Nel 1717 Händel divenne compositore residente a Cannons nel Middlesex, sede di James Brydges, conte di Carnarvon, che nel 1719 divenne il primo duca di Chandos. Johann Christoph Pepusch era maestro di musica, avendo assunto il suo incarico prima dell'arrivo di Händel.
Durante il suo soggiorno, Händel compose inni che divennero noti come Chandos Anthems, da utilizzare nei servizi della chiesa anglicana. Brydges fece costruire una cappella, ma era ancora in costruzione quando Händel compose i pezzi e fu completata nel 1720. Pertanto i servizi di corte furono tenuti presso la chiesa parrocchiale di St Lawrence a Whitchurch. La chiesa fu rimaneggiata secondo il gusto barocco del conte e terminata nel 1716. Contiene opere di Louis Laguerre e Antonio Bellucci. L'organo utilizzato da Händel si trova all'estremità orientale della chiesa. L'organo è stato modificato negli anni, ma è stato restaurato nel 1994, utilizzando come riferimento le parti superstiti dello strumento a tastiera singola originale del 1716.
Händel probabilmente scelse e compilò lui stesso i testi, attingendo sia dal Book of Common Prayer (BCP) che da una versione metrica dei salmi di Nahum Tate e Nicholas Brady, pubblicata come New Version of the Psalms (NVP) nel 1696. Händel usò tre tipi di selezione, oltre all'impostazione di un salmo completo, in primo luogo un salmo abbreviato, in secondo luogo un salmo abbreviato con un versetto aggiunto da un salmo diverso e, spesso, più avanzato, una raccolta di versetti da diversi salmi diversi. L'impostazione completa di un salmo gli era familiare dai modelli più vecchi, e lo usò nei suoi adattamenti di salmi in latino nel 1707 e nel n. 1, impostando l'intero Salmo 100. Usò il primo metodo per impostare il Salmo 51, per esempio, nel numero 3. Händel forse compose gli inni a coppie, a volte riutilizzando materiale più vecchio.
Dieci degli anthem furono pubblicati nel 1748, i numeri odierni dal 2 all'11, in ordine diverso. Il numero 1, il Chandos Jubilate, è stato escluso, forse perché l'Utrecht Jubilate era stato pubblicato in precedenza. Nell'edizione Samuel Arnold delle opere di Händel, c'erano dodici inni, uno in due versioni, e un numero 12 aggiunto, O praise the Lord, ye angels of his (O lode al Signore, voi angeli suoi). Si discute se questo lavoro sia stato composto da Händel. L'edizione di Friedrich Chrysander delle opere di Händel chiama questi inni semplicemente Psalmen e nell'Hallische Händel-Ausgabe di Bärenreiter sono intitolati Anthems for Cannons. Carus-Verlag ha pubblicato un'edizione dei singoli inni nel 2009, chiamandoli Cannons Anthems.

## Partitura
La partitura degli inni si adatta ai musicisti disponibili in chiesa, risultando, con solo poche eccezioni, in un coro a tre voci di soprano, tenore e basso, e allo stesso modo un'orchestra senza viole, con oboi che suonano all'unisono, due violini e basso continuo. La struttura leggera conferisce alla musica il carattere della musica da camera. Händel ha riutilizzato il materiale in alcuni degli inni che aveva composto prima, come Utrecht Jubilate, che era stato eseguito in un servizio di ringraziamento per Peace of Utrecht nella Cattedrale di San Paolo.

### Anthems
| N. | HWV  | Titolo                             | Note | Testo                                    |
| -- | ---- | ---------------------------------- | --- | ---------------------------------------- |
| 1  | 246  | O be joyful in the LORD            | Chandos Jubilate o Cannons Jubilate in re maggiore | Salmo 100 (Jubilate)                     |
| 2  | 247  | In the LORD put I my trust         | Trascritto per orchestra da Edward Elgar nel 1923 come Ouverture in re minore, e da Stokowski nel 1924                                                 | Salmi 9, 11, 12, e 13 (NVP)              |
| 3  | 248  | Have mercy upon me                 | | Salmo 51 (Miserere).                     |
| 4  | 249b | O come, let us sing unto the LORD  | In parte basato su "O sing unto the LORD a new song" (HWV 249a). L'ouverture è stato successivamente riutilizzato nel Concerto per oboe n. 2 di Handel | Salmo 93 e 96 (BCP)                      |
| 5  | 250a | I will magnify thee                | Due movimenti aggiunti in seguito. L'ouverture è stato successivamente riutilizzato nel concerto per oboe n. 2 di Handel                               | Salmo 144 e 145                          |
| 6  | 251b | As pants the hart                  | Si è creduto che sia stato uno dei primi ''Chandos Anthems'' composti, versione orchestrata dell'HWV 251a                                              | Salmo 42                                 |
| 7  | 252  | My song shall be alway             | In parte derivato dal "Te Deum in re" (HWV 280) | Salmo 89                                 |
| 8  | 253  | O come, let us sing unto the LORD  | | Salmi 95 (Venite), 96, 97, 99, 103 (BCP) |
| 9  | 254  | O praise the LORD with one consent | | Salmi 117, 135, 148 (NVP)                |
| 10 | 255  | The LORD is my light               | | Salmi 18, 20, 27, 28, 29, 30, 34, 45     |
| 11 | 256a | Let God arise                      | Primo movimento della sinfonia aggiunto successivamente                                                                                                | Salmi 68 e 76                            |

Molti movimenti si basano sulla musica precedente e molti sono stati successivamente ampliati in un nuovo contesto.

## Eredità
Romain Rolland ha scritto che questi inni (o Salmi) stavano, in relazione agli oratori di Händel, più o meno allo stesso modo in cui le cantate italiane stavano alle sue opere: "splendidi schizzi delle opere più monumentali". John A. Davis ha scritto che contengono "quasi ogni tipo e stile della musica di Händel", e quindi "presentano un panorama piuttosto completo della produzione creativa del compositore".

## Incisioni
Undici Chandos Anthems furono registrati nel 1994 da The Sixteen, diretti da Harry Christophers.
I Chandos Anthems sono talvolta cantati da forze corali più grandi di quanto Händel intendesse, come ad esempio in una registrazione ben accolta di tre inni nel 2009 dal Coro del Trinity College di Cambridge. Il coro, diretto da Stephen Layton, conta 40 membri.